# Antonín Bedřich III. Mitrovský
Antonín Bedřich III. hrabě Mitrovský z Nemyšle (německy Anton Friedrich III. Graf Mittrowsky von Mittrowitz, Freiherr von Nemischl) (14. června 1840 Praha – 31. května 1907 Praha) byl moravský šlechtic a důstojník c. k. armády. Kromě služby ve vojsku zastával nižší funkce u dvora a několik let byl císařským pobočníkem. Zemřel bez potomstva jako poslední potomek mladší moravské linie rodu Mitrovských z Nemyšle.

## Životopis
Pocházel ze starého šlechtického rodu Mitrovských z Nemyšle, byl starším synem hraběte Antonína Bedřicha II. Mitrovského (1801–1865) a jeho manželky Terezie, rozené Bruntálské z Vrbna (1812–1890). Od mládí sloužil v armádě a již ve dvaceti letech byl nadporučíkem u 9. hulánského pluku. S tímto plukem se zúčastnil prusko-rakouské války a v roce 1866 obdržel titul c. k. komořího. Později byl přeložen ke 4. hulánskému pluku, kde byl povýšen na rytmistra (1869). Později se vrátil k 9. hulánskému pluku a zároveň byl přidělen ke dvoru arcivévody Karla Ludvíka. V hodnosti majora poté sloužil u 13. dragounského pluku v Brandýse nad Labem. V letech 1882–1884 zastával funkci křídelního pobočníka císaře Františka Josefa (Flügel Adjutant Seiner Majestät des Kaisers und Königs) a zároveň byl přidělen ke dvoru korunního prince Rudolfa. V roce 1884 byl v hodnosti podplukovníka převeden do stavu záloh a od té doby žil v soukromí v Praze. Za zásluhy byl nositelem Řádu železné koruny III. třídy, Vojenského záslužného kříže a španělského Řádu Karla III.
Díky své matce Terezie, rozené Bruntálské z Vrbna, pobíral roční rentu z výnosu vrbnovských statků ve výši 4 000 zlatých, po úmrtí matky se tato suma zvýšila na 9 000 zlatých.
Zemřel svobodný a bezdětný v Praze 31. května 1907 jako poslední potomek mladší moravské linie Mitrovských.
Jeho mladší bratr Eugen (1843–1872) byl také důstojníkem c. k. armády a rytířem Maltézského řádu. Jejich sestra Františka (1846–1918) byla manželkou prezidenta zemského soudu ve Vídni hraběte Karla Chorinského z Ledské, podruhé se provdala za prince Lothara Štěpána Metternicha.